# 羽島Wing151
羽島Wing151（はしまウィング151）は、岐阜県羽島市に所在する複合商業施設である。

## 概要
岐阜県道151号岐阜羽島線沿いに立地する。同道路は、名称の151の由来にもなっている。建物は鉄筋コンクリート造3階建て。
1981年（昭和56年）9月1日にニチイ羽島店として開業した。ニチイ羽島店は後に羽島サティに業態転換した。羽島サティは2001年（平成13年）は1月31日に閉店した。
ニチイ羽島店・羽島サティ時代は館内にエレベーターが設置されていなかった。エスカレーターは1箇所設置されていた。
羽島サティの閉店後、建物をトミダヤが買い取り、2002年（平成14年）6月に羽島Wing151として再開業した。核店舗はスーパーマーケットのトミダヤ羽島店。
後に駐車場の一部が閉鎖されたが、跡地には2018年（平成30年）6月7日にV・drug羽島北店が開店している。

## 主なテナント
- ダンゴス（軽食）
- グレース（衣料品）
- あやめ（呉服）
- 京丸屋（化粧品）
- 大和薬品（薬局）
- カーブス（フィットネスクラブ）
- パソコン教室かるん（パソコン教室）
- パレットプラザ（写真）
- らくらく倶楽部（中国式マッサージ）

### 閉店したテナント
- ジョーシン岐阜羽島店（2017年（平成29年）8月27日閉店[9]）
- にこぱ羽島店（2018年（平成30年）9月20日閉店）
- スガキヤ羽島トミダヤ店（2019年（平成31年）2月3日閉店）
- マクドナルド羽島Wing151店
- 家具のメガアウトレット羽島店（2019年（令和元年）12月2日閉店）
- ミツワヤ羽島Wing151店
- ファッション市場 サンキ羽島Wing151店(2021年（令和3年）10月31日閉店)
- 江戸っ子（2022年（令和4年）7月3日閉店）

## フロア構成
| 階  | 羽島サティ時代                               | 羽島Wing151時代        |
| --- | -------------------------------------------- | ---------------------- |
| 3階 | 家電・台所用品・インテリア・子供用品・専門店 | 閉鎖                   |
| 2階 | 総合衣料品・専門店                           | 専門店                 |
| 1階 | 総合食料品・専門店                           | トミダヤ羽島店・専門店 |

## 交通アクセス
自家用車
- 岐阜県道151号岐阜羽島線

鉄道
- 名鉄竹鼻線 竹鼻駅より徒歩で約20分。

羽島市コミュニティバス
- 「トミダヤ羽島店」バス停より徒歩すぐ。
- 岐阜バス大阪線、京都線の「岐阜羽島」バス停がすぐそばにあった。